# الطفل يسوع

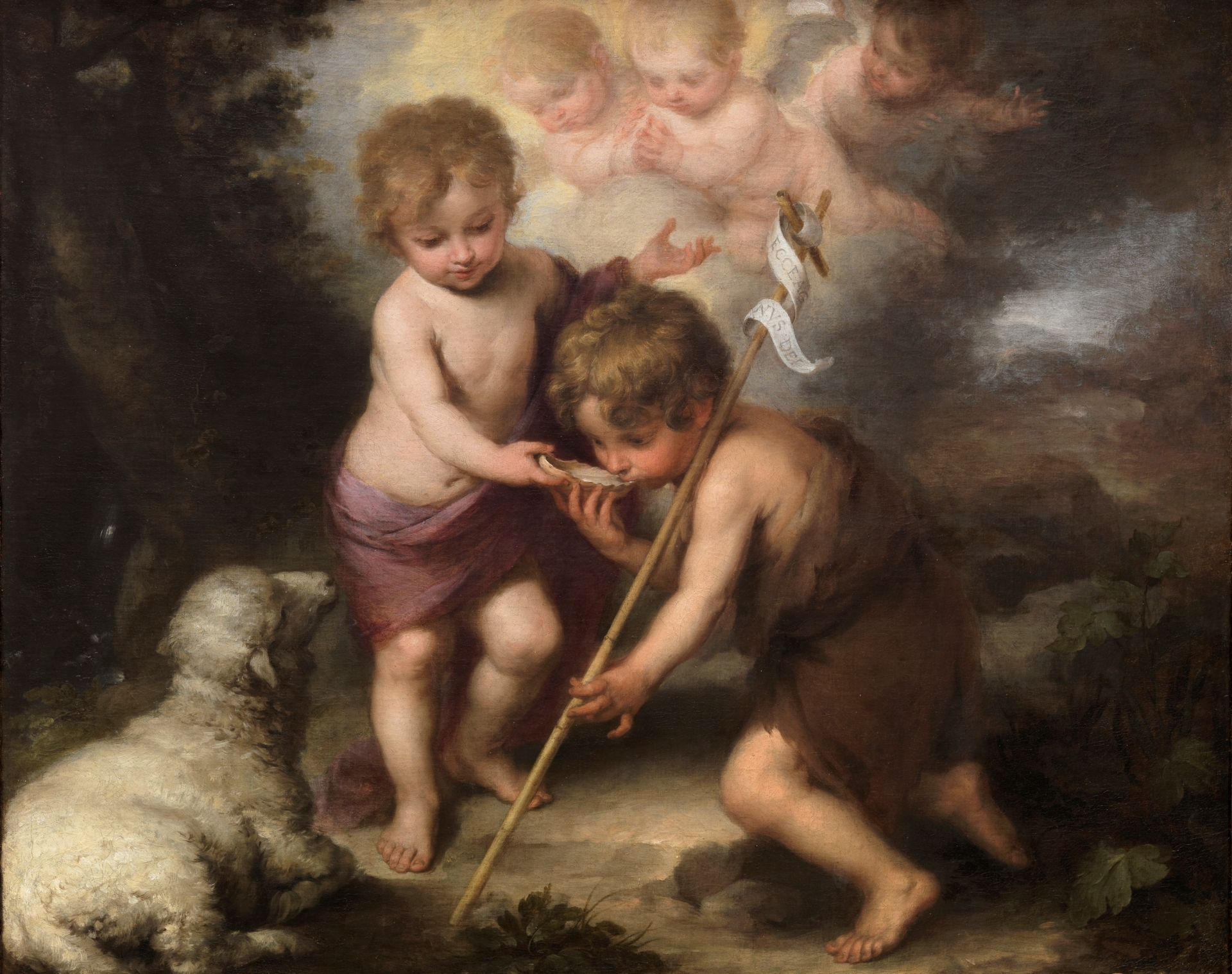
الطفل يسوع (يسار) ويوحنا المعمدان، بريشة بارتولومي إستيبان موريو.

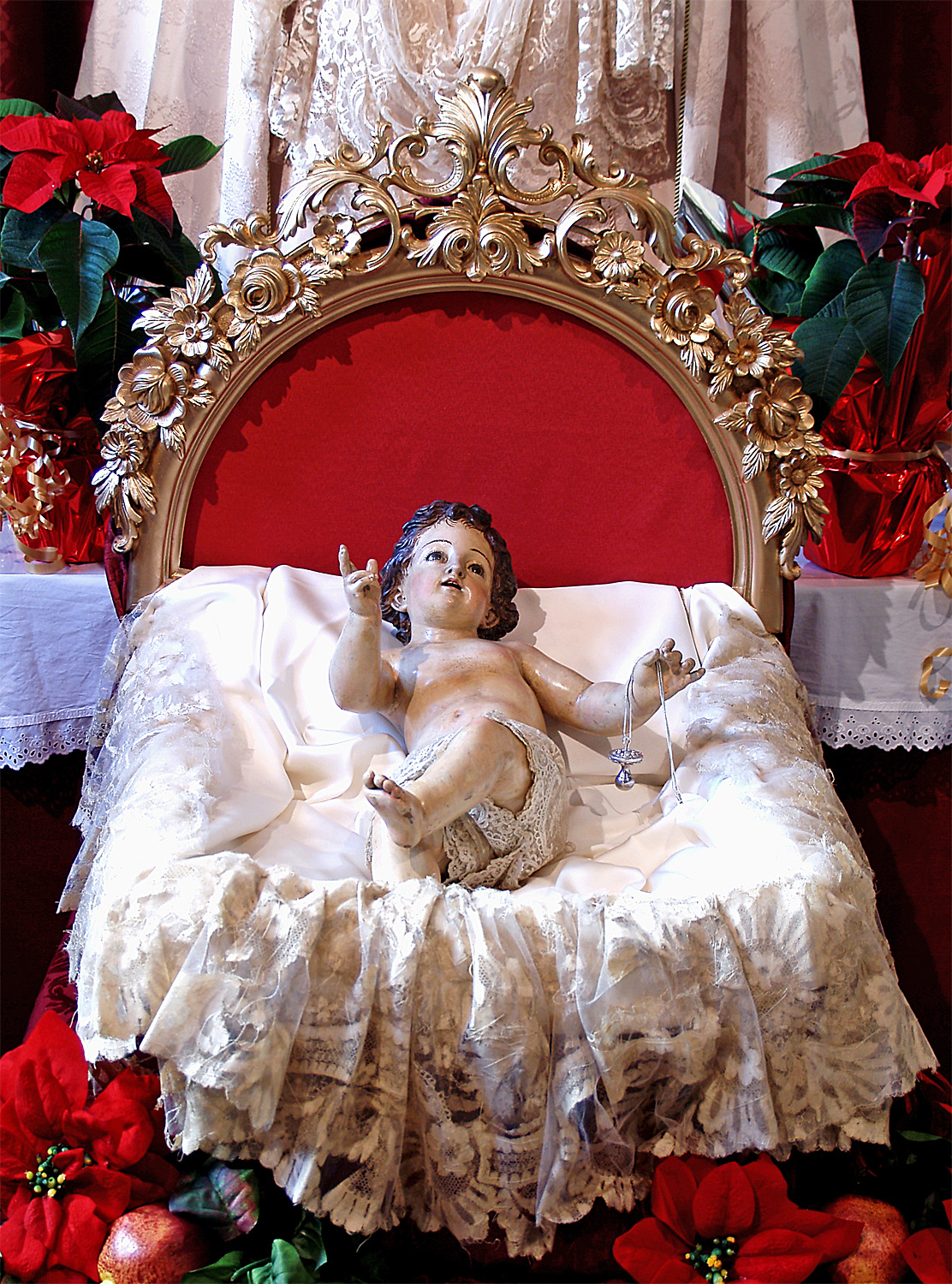
الطفل يسوع في مهده.

الطفل يسوع هو يسوع الصغير حتى سن 12، لأنه أصبح بالغًا في سن 13 في التقليد اليهودي وفي معظم الثقافات المسيحية حتى القرون الأخيرة.
استوحى يسوع الطفل في موضوعات الفن المسيحي، منذ القرن الثالث أو الرابع، في الرموز واللوحات والنحت، وكافة الأعمال الفنية. التصوير الأكثر شيوعًا هو تصوير ميلاد يسوع، بحيث يصور يسوع مع مريم العذراء ويوسف النجار.
يُسّمى العمل الفني الذي يُصور يسوع كطفل رضيع في حضن والدته، باسم "المادونا والطفل"، وهو من الموضوعات الشعبية في فن التقاليد المسيحية الشرقية والغربية. مشاهد أخرى شائعة تُصّور يسوع كطفل رضيع، تشمل ختانه في القدس، زيارة المجوس الثلاثة والهرب إلى مصر. خلال عصر النهضة ازدهرت الأعمال الفنية التي تمثل الطفل يسوع والعائلة المقدسة خاصًة أعمال ليوناردو دا فينشي وغيره.
استوحى موضوع الطفل يسوع العديد من القصص والفلكلور والأساطير في الثقافة والحضارة المسيحية منها إنجيل الطفولة أو الإنجيل العربي والذي يسرد أساطير وحكايات حول طفولة يسوع، يُذكر أيضًا انتشار تمثيل الشعبي الطفل يسوع في الثقافة الكاثوليكية لعّل أبرز هذه التمثيلات طفل براغ وسانتو نينيو دي اتوشا.
في بعض الأجزاء من إسبانيا وأمريكا اللاتينية وأوروبا الوسطى في يوم عيد الميلاد، لا يجلب الهدايا بابا نويل، أو المجوس الثلاثة، ولكن الطفل الإلهي، أو الطفل يسوع. ولا تزال هذه التقاليد تحظى بشعبية في جمهورية التشيك، سلوفاكيا، النمسا وأجزاء من ألمانيا.
تُقام العديد من الاحتفالات والمهرجانات الشعبية حول العالم على شرف الطفل يسوع بما في ذلك مهرجان ديناغينغ في ايلويلو (الفلبين)؛ برادور ديل نينو وذلك في مختلف بلدان منطقة البحر الكاريبي.

## معرض صور

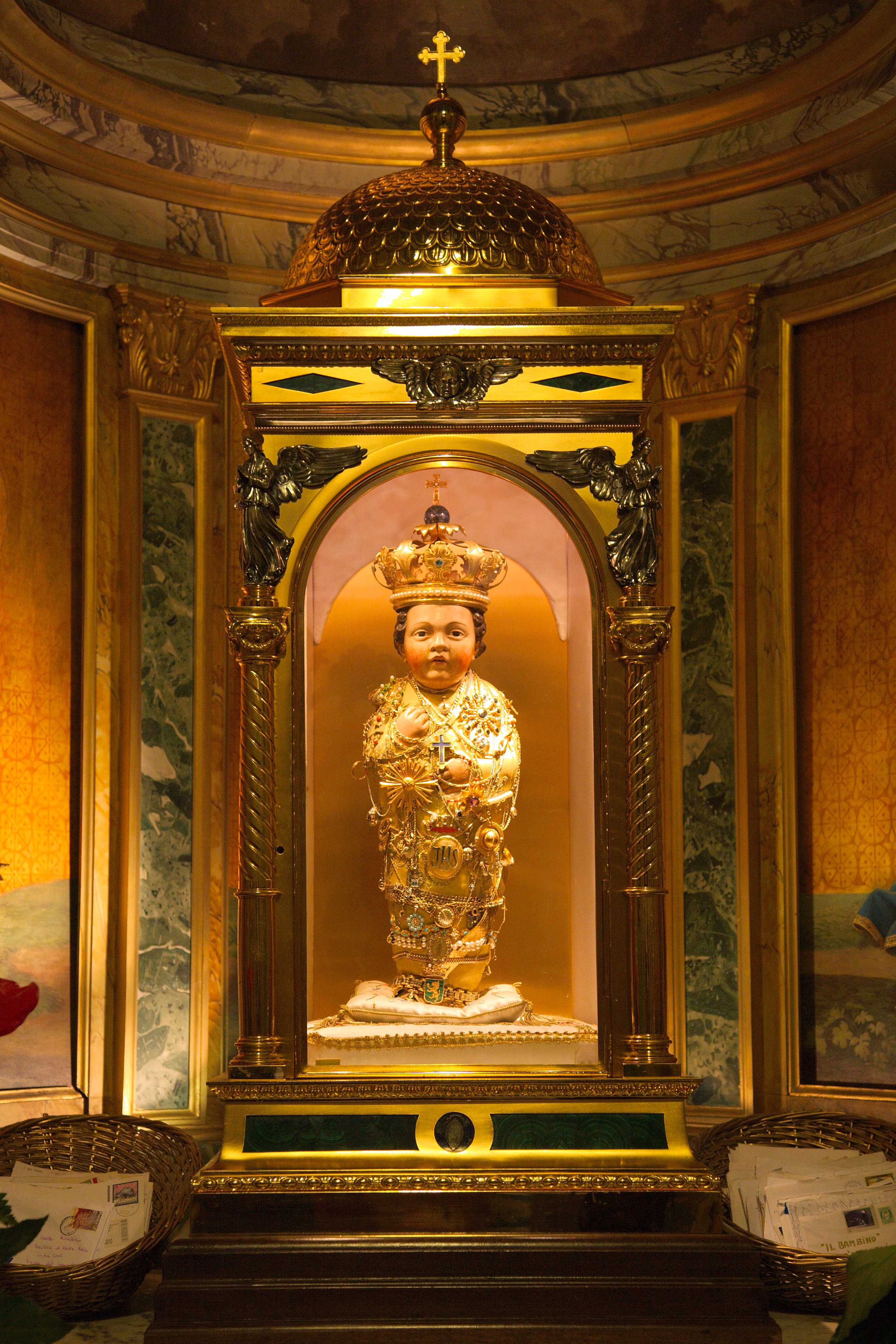
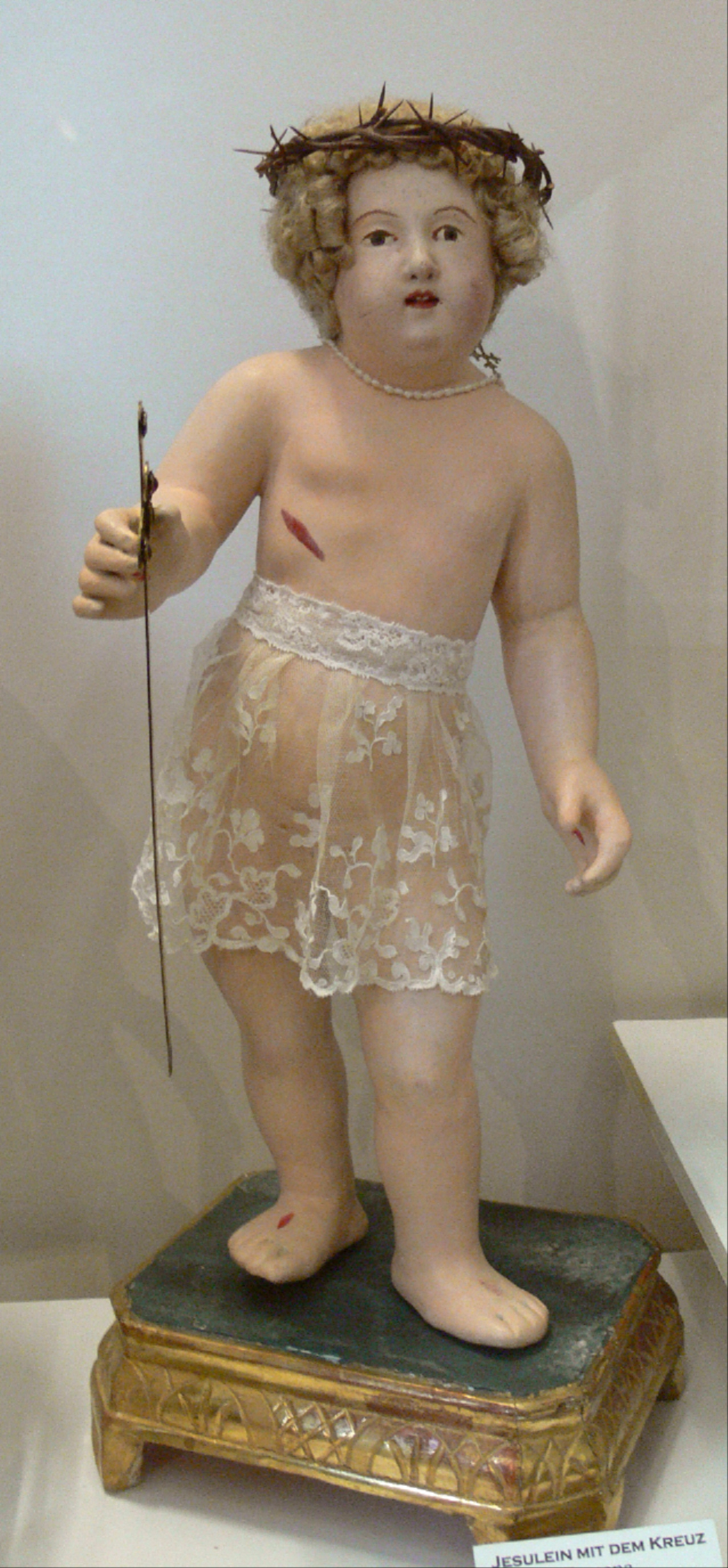
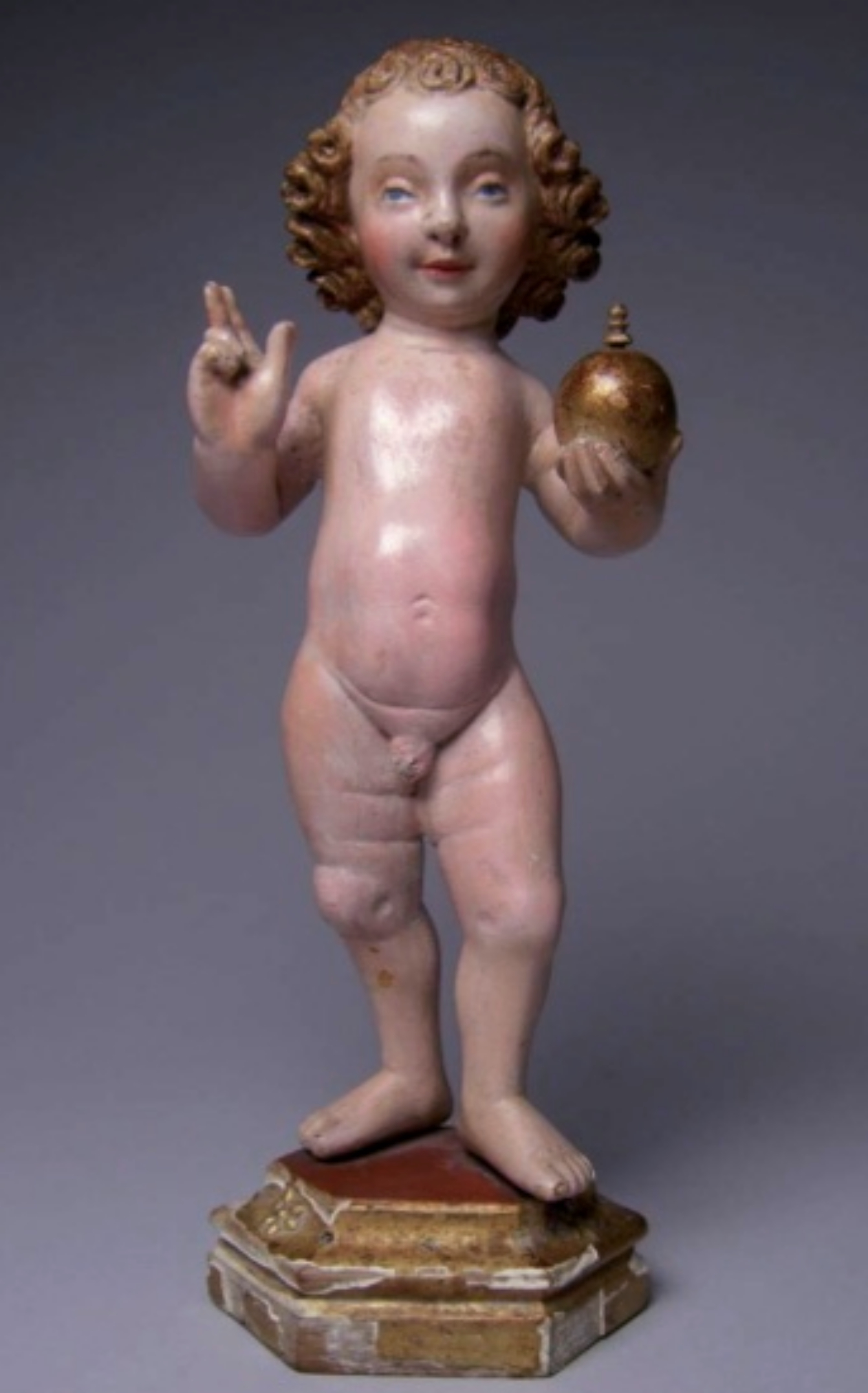
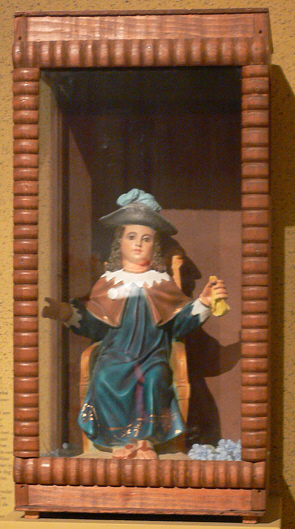
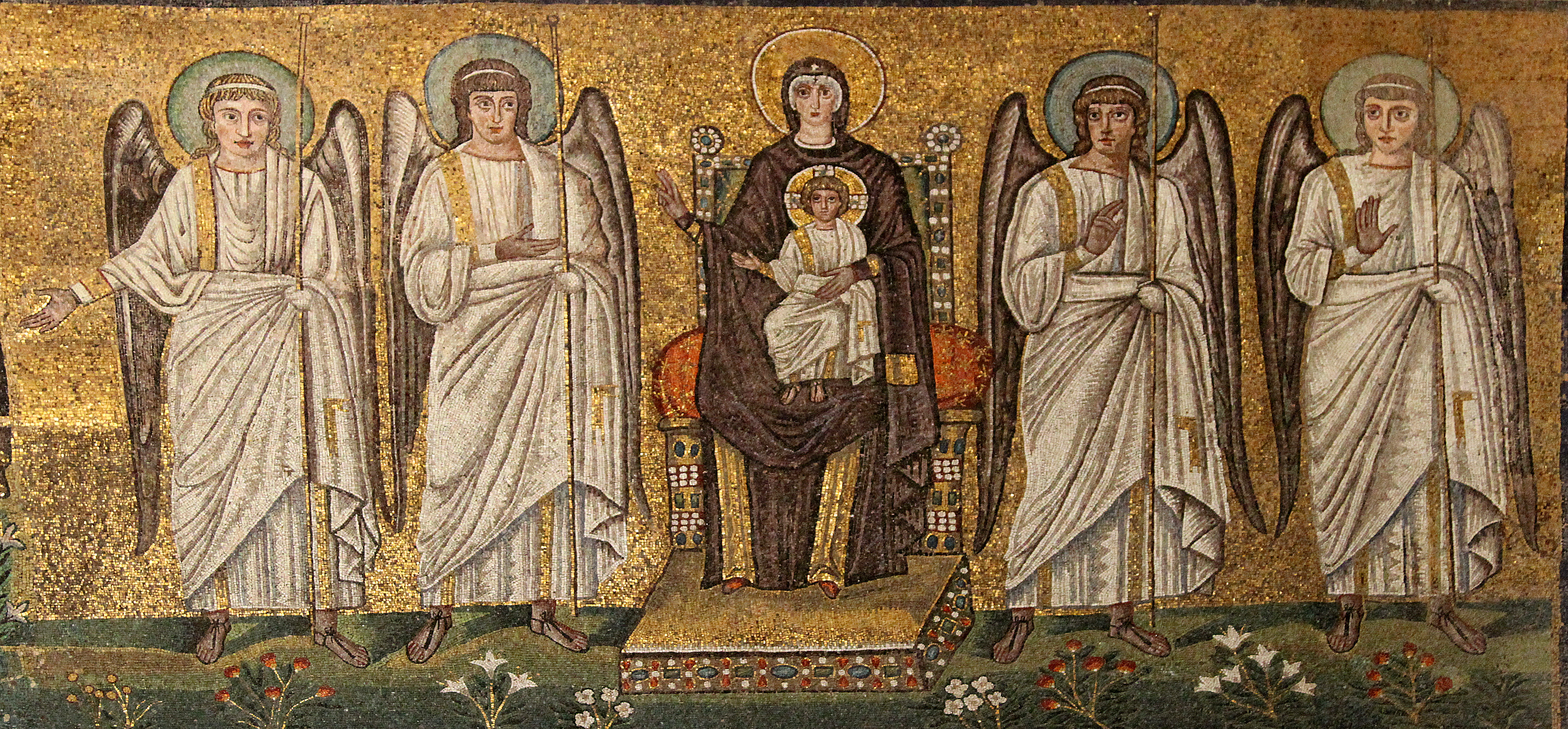
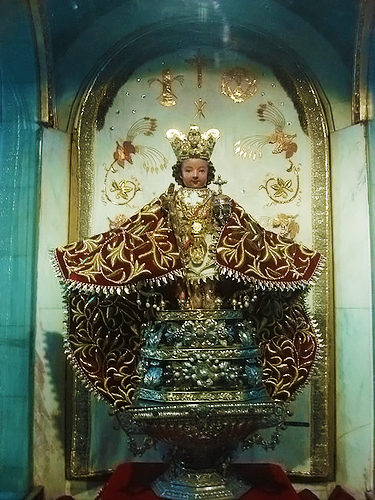